# Deposição (Rafael)
A Deposição, também conhecida por Deposição Borghese, ou Deposição Baglioni, é uma  pintura a óleo sobre madeira de 1507 de Rafael, mestre italiano do período da Alta Renascença, e que está actualmente na Galleria Borghese, em Roma.
A pintura com 184 cm de altura e 176 cm de largura está assinada e datada com a inscrição "Raphael Urbinas MDVII (1507)". É o painel central do  Retábulo Baglioni (imagem abaixo) encomendado por Atalanta Baglioni de Perúgia em memória do seu falecido filho, Grifonetto Baglioni.
Esta encomenda marcou uma etapa importante no desenvolvimento de Rafael enquanto artista e na formação do que viria a ser o seu estilo do período de maturidade.

## Descrição
Giorgio Vasari, o famoso biógrafo de artistas italianos, também considerava a peça de Rafael como uma pintura narrativa. Tendo visto o Retábulo no seu local original, Vasari dá uma descrição detalhada:
Neste quadro divinal, há um Cristo Morto sendo levado ao Sepulcro executado com tanta frescura e tão amoroso cuidado, que nos parece ter sido acabado de pintar. Na composição desta obra, Rafael imaginou para si mesmo a tristeza que os parentes mais próximos e mais afetuosos do morto sentiam ao sepultar o corpo daquele que tinha sido o seu muito amado e de quem, na verdade, a felicidade, a honra e o bem-estar de toda uma família dependia. Nossa Senhora é vista em desmaio; e as cabeças de todas as figuras são muito graciosas em seus choros, particularmente a de São João, que, com as mãos entrelaçadas, inclina a cabeça de tal maneira que compadece o coração mais empedernido. E, na verdade, quem considera a diligência, o amor, a arte e a graça mostrados por este quadro, tem grande razão para maravilhar-se, pois espanta todos os que o contemplam, seja a feição das figuras, a beleza dos tecidos e em suma, a excelência suprema que revela em qualquer parte.
Vasari usa um tom reverencial ao descrever A Deposição, tendo muito cuidado ao analisar não apenas as figuras importantes da pintura, mas também o seu efeito sobre o espectador. Olhando-a formalmente, a cena representada não é de facto nem uma Deposição nem um Enterro, situando-se algures num momento intermédio. Podemos determinar isso através do fundo: do lado direito está o monte Calvário, a localização da Crucificação e da Deposição, e à esquerda está a caverna onde o Enterro irá ocorrer. Temos assim dois homens, sem halos, que usam um pano para carregar o corpo de Cristo e parece que todos os participantes em volta do corpo estão numa animação suspensa.

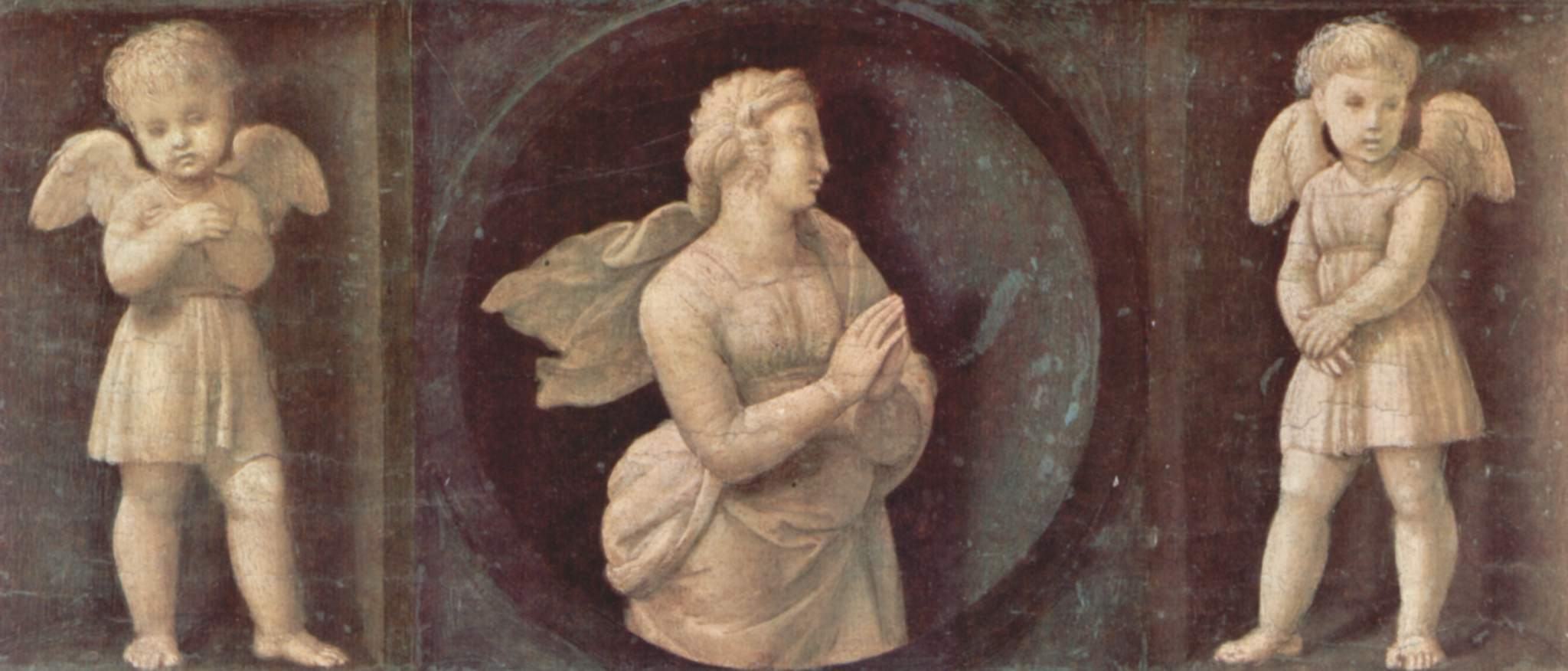
Esperança, um dos três painéis da predela do Retábulo

Os dois homens e Cristo formam diagonais muito acentuadas na forma de V. O homem mais jovem à direita que segura Cristo está colocado para ser uma representação da juventude perdida, do próprio Grifonetto. Além dos dois homens que carregam o corpo, temos  São João e Nicodemos atrás e à esquerda e Maria Madalena que segura uma mão de Cristo. As pernas de São João e Nicodemos colocam um problema perturbador, especialmente no caso de Nicodemos, porque, devido à obstrução da visão, não está claro o que ele está exatamente a fazer, ou para o quê está ele exactamente a olhar.
No grupo figurativo do lado direito, ligeiramente atrás do grupo central, estão as três Marias que suportam a Virgem Maria desmaiada (uma descrição controversa conhecida como o Desmaio da Virgem) obviamente pela sua dor insuportável. A forma como a Virgem está ajoelhada é estranha, com uma torção acentuada e vestes angulosas, posição conhecida como figura serpentinata. Embora apareça noutras obras famosas, esta posição parece ter sido inspirado no Doni Tondo de Michelangelo que foi pintado poucos anos antes. Em termos de cor, Rafael equilibra o uso de vermelhos, azuis, amarelos e verdes e cria um subtil contraste nos tons da pele humana, bem nítido na mão de Maria Madalena segurando na de Cristo.

## Estudos preparatórios

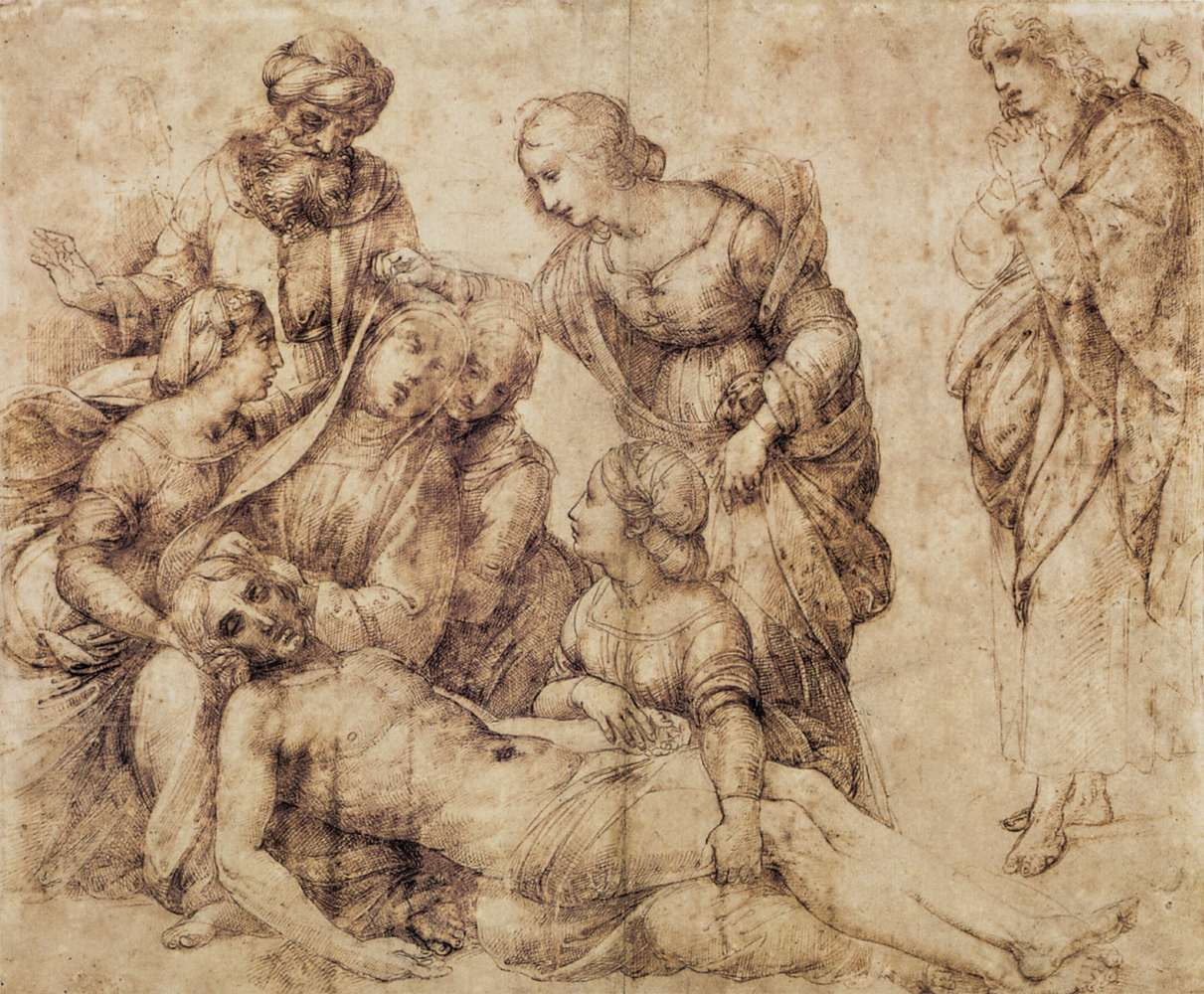
Estudo (entre 1505 e 1506), no Museu do Louvre

Rafael fez inúmeros esboços ou estudos preparatórios tendo a sua ideia para a composição evoluido com o tempo (vejam-se os vários estudos em Wikimedia Commons no link abaixo). Começou com uma Lamentação de Cristo, similar à famosa pintura Lamentação de Cristo do seu mestre Pietro Perugino sobre o tema, e depois pensou num Sepultamento de Jesus, talvez inspirado por um sarcófago romano antigo em relevo de Meleagro da mitologia grega, pelo Sepultamento de Jesus de Michelangelo ou pela gravura do Enterro de Cristo de Andrea Mantegna.
Analisando os seus estudos, podemos ver que este longo período de evolução deu a Rafael a oportunidade de pôr em prática grande parte do novo estilo e técnicas que ele vinha desenvolvendo a partir do estudo dos mestres renascentistas Leonardo da Vinci e Michelangelo, bem como de outros artistas da época. As duas fases de estudos podem, em geral, ser rotuladas como "Perugiana" e "Florentina".
A mudança significativa de assunto de uma Lamentação para um Enterro afetou o caráter da pintura no seu todo tendo evoluido de uma mais icónica Pietà para um assunto com maior interesse narrativo.

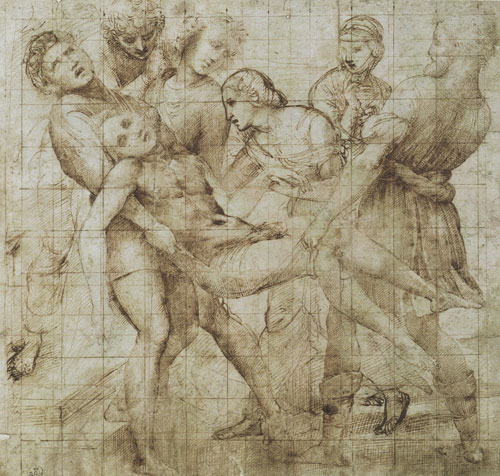
Estudo (julho de 1505), Uffizi

## ORetábulo
O Retábulo (imagem seguinte), de que a Deposição era o painel principal, englobava ainda um painel num nível superior de Deus Pai em glória com querubins abençoando o seu Filho (que se encontra actualmente na Galleria Nazionale dell'Umbria em Perugia)."
O painel central tinha uma moldura, de que existem ainda partes, decorada por grifos sendo coroados e alimentados por putti sentados em cabeças de carneiros, todos de cor amarelo-bronzeada contra um fundo azul, sendo que o escudo da família Baglioni era a cabeça de um grifo, e que o nome do marido e do filho de Atalanta era Grifonetto.
No fundo, na base do Retábulo, havia uma predela de três painéis em grisaille (monocromáticos) que representam as Virtudes teologais com de 18 cm por 44 cm cada uma, e que se encontram na Galeria do Vaticano. Os três painéis a partir da esquerda representavam a Esperança, a Caridade, e a Fé, sendo cada uma das virtudes ladeada por dois putti.
Os representações das predellas pretendem referir-se simbolicamente ao painel central: a Caridade no centro enfatiza o tema da maternidade, enquanto a Esperança e a Fé se referem ao motivo principal, o martírio de Cristo. Assim, a concepção de Rafael abarca não apenas o tema específico do Retábulo, como também as circunstâncias particulares da doadora, Atalanta Baglioni.
A seguir a reconstituição conjectural do Retábulo:
|  |  |  |  |
|  |  |  |  |
|  |  |  |  |
|  |  |  |  |

## História
No início do século XVI, a violência entre facções, principalmente na forma de combate corpo-a-corpo, era relativamente comum em Perúgia e em outras partes da Itália, como Florença. A família Baglioni era dominante em Perúgia e áreas circunvizinhas, e também condottieri destacados, ou seja, líderes de tropas mercenárias. Houve um episódio especialmente sangrento em Perúgia na noite de 3 de julho de 1500, quando Grifonetto Baglioni e alguns membros da família irados assassinaram grande parte dos restantes membros da família Baglioni enquanto dormiam.
De acordo com Matarazzo, cronista da família, após a carnificina, a mãe de Grifonetto, Atalanta Baglioni, recusou-se a acolher o seu filho em sua casa e, quando este voltou à cidade, foi confrontado por Gian Paolo Baglioni, o chefe da família que tinha sobrevivido escapando pelos telhados. Atalanta mudou de ideia e correu atrás de seu filho, mas chegou apenas a tempo de vê-lo a ser morto por Gian Paolo e os seus homens.

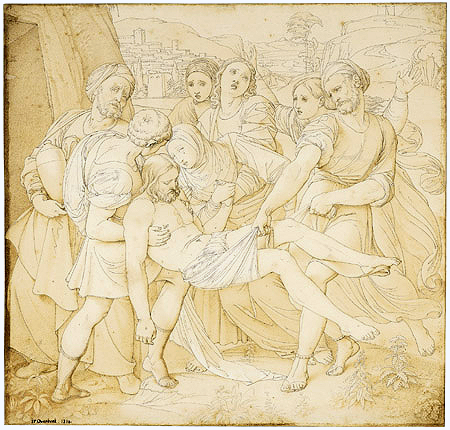
A Deposição de Cristo (1814), de Friedrich Overbeck, pintura influenciada pela Deposição de Rafael

Alguns anos mais tarde, Atalanta encomendou ao jovem Rafael a pintura de um retábulo em memória de Grifonetto para a capela da família na antiga igreja de S. Francisco al Prato. Rafael levou a encomenda muito a sério trabalhando nela ao longo de dois anos e desenvolvendo o projeto em duas fases e com numerosos desenhos preparatórios.
Esta foi a última de várias encomendas importantes executadas pelo jovem Rafael em Perúgia, a cidade natal de seu mestre Perugino. Ele já havia pintado para a mesma igreja o Retábulo Oddi (actualmente no Museu do Vaticano), sendo os Oddi grandes rivais dos Baglioni (havendo no entanto casamentos entre membros das famílias), e outras obras de grande dimensão.
A pintura permaneceu na posição inicial até 1608, quando foi removida à força por um gangue ao serviço do Cardeal Scipione Borghese, sobrinho do Papa Paulo V. A fim de pacificar a cidade de Perúgia, o Papa encomendou duas cópias da pintura a Giovanni Lanfranco e a Cavalier D'Arpino, estando a de D'Arpino ainda em Perúgia.
A obra foi confiscada pelos franceses em 1797 e exibida em Paris, no Louvre, que então se chamava Museu Napoleão, mas foi devolvida à Galleria Borghese em 1815, com excepção da predela que foi levada para os Museus Vaticanos.